# Stephan Articus
Stephan Articus (* 23. August 1952 in Husum) ist ein deutscher Soziologe. Er ist Mitglied des WDR-Rundfunkrates und war Hauptgeschäftsführer des Deutschen Städtetages.

## Werdegang
Articus besuchte das Evangelisch-theologische Seminar Urach und studierte Soziologie, Völkerkunde und empirische Kulturwissenschaften in Tübingen und schloss 1989 mit Promotion ab. Von 1992 an war er Beigeordneter des Deutschen Städtetages für Jugend und Soziales, ab 1997 dessen Finanzdezernent. Von 1999 bis 2016 war er geschäftsführendes Präsidialmitglied des Deutschen Städtetages sowie geschäftsführendes Vorstandsmitglied des Städtetages Nordrhein-Westfalen.
Seit 2009 ist er Mitglied des Rundfunkrates des WDR. Er ist Mitglied der CDU und war ab 2006 Mitglied der Deutschen Islamkonferenz.

## Publikationen
- Sozialpolitik in Entwicklungsländern: Darstellungen und Analysen sozialer Sicherung in Afrika, Asien und Lateinamerika. Dt. Verein für Öffentliche und Private Fürsorge, Frankfurt am Main 1990, ISBN 978-3-17-006646-5
- 100 Jahre Deutscher Städtetag: Die Zukunft liegt in den Städten. Deutscher Städtetag (Hrsg.), Nomos, Baden-Baden 2005, ISBN 978-3832913571